# Tiku Talsania
Tiku Talsania (ur. 7 czerwca 1954) – bollywoodzki aktor grający przeważnie drugoplanowe role o charakterze komicznym.

## Wybrana filmografia
- Dhamaal (2007)
- Partner (2007) – szef Nainy
- Iqraar: By Chance (2006) – Radiowala
- Aap Ki Khatir (2006) – Praful Shah
- Phir Hera Pheri (2006) – Inspektor policji
- Jawani Diwani: A Youthful Joyride (2006) – Umesh Jumani
- Home Delivery: Aapko... Ghar Tak (2005) – Gungunani
- Hum Tum Aur Mom: Mother Never Misguides (2005)
- Sab Kuch Hai Kuch Bhi Nahin (2005) – Khanna
- Tango Charlie (2005) – Ram Narayan (ojciec Lachchi)
- Rok Sako To Rok Lo (2004) – mąż Sweety
- Kis Kis Ki Kismat (2004) – Nimesh Popley
- Poochho Mere Dil Se (2004) – ojciec Diya
- Ishq Hai Tumse (2004) – Raj Narain
- Jodi Kya Banayi Wah Wah Ramji (2003) – Vishwanath
- Raja Bhaiya (2003) – Taklifchand
- Chori Chori: Każdy ma prawo do miłości (2003) – Chachaji
- Hungama (2003) – Popat Seth
- Calcutta Mail (2003) (uncredited) – właściciel domu
- Ek Aur Ek Gyarah: By Hook or by Crook (2003) – Tiku (manager w banku)
- Serce ze złota (2003) – Swami
- Hum Hain Pyaar Mein (2002)
- Rishtey (2002)
- Maseeha (2002) – Pinky's dad
- Deewangee (2002) – Ratan (wuj Raja)
- Dil Vil Pyar Vyar (2002)
- Shakthi: The Power (2002) – wuj Nandini
- Soch (2002) – Lovely Shankar
- Akhiyon Se Goli Maare (2002) – pan Oberoi
- Devdas (2002/I) – Dharamdas
- Kitne Door... Kitne Paas (2002) – Babu Patel
- Kranti (2002)
- Tum Jiyo Hazaron Saal (2002) – zarządzający hotelem
- Aamdani Atthanni Kharcha Rupaiya (2001) (as Tikku Talsaniya) – B.K. Kakkad
- Yeh Raaste Hain Pyaar Ke (2001) – Kishanchand Bhagwandas Chellaramani
- Mujhe Meri Biwi Se Bachaao (2001) – Malkani
- Jodi No.1 (2001) – Ranjit Singh
- Dil Ne Phir Yaad Kiya (2001) – Bobby Singh (mąż Komal)
- Hum Deewane Pyar Ke (2001) – Doktor
- Ittefaq (2001) – policjantt Gaitonde
- Raju Chacha (2000) – B.B.C (Banke Bihari Chaturvedi)
- Tera Jadoo Chal Gayaa (2000) – Ramesh Tolani
- Deewane (2000) – ojciec Sapny
- Tarkieb (2000) – Ganga Ram/Musafir Singh
- Mela (2000) – Murari, Sarpanch
- Dil Hai Ki Manta Nahin (1991) – Sharmaji, redaktor
- Czasem tak, czasem nie (1994) – pan Patel
- Andaz Apna Apna (1994) – Inspektor
- Oh Darling Yeh Hai India (1995) – Havaldar
- Raja Hindustani (1996) – Chacha (wuj Raja)
- Deewana Mastana (1997)
- Ishq (1997) – Gaitonde
- Sobowtór (1998) – Inspektor R.K. Thakur
- Miłość musiała nadejść (1998) – Kumar Mangat